# Overcooked
Overcooked (estilizado como Overcooked!) é um jogo eletrônico de simulação de cozinha desenvolvido pela Ghost Town Games e publicado pela Team17. O jogo tem uma experiência cooperativa local, onde os jogadores controlam um certo número de chefs em uma cozinha recheada de obstáculos e perigos para preparar rapidamente refeições em um tempo limite. Foi lançado em 2016 para Xbox One, Playstation 4 e Microsoft Windows. Sua versão para Nintendo Switch foi lançada em 2017.

## Gameplay
Nesse jogo de simulação, os jogadores assumem o papel de chefs em uma cozinha, tendo o objetivo de preparar pratos através da preparação de ingredientes, cozinhando, servindo e limpando todo o restaurante em um tempo limite para completar o máximo de refeições possível. Durante o turno, os praticantes são apresentados a pedidos que devem ser completados em um curto prazo. Na maioria das vezes, vários pedidos de diferentes tipos ou variedades de refeições serão apresentados, exigindo que os jogadores trabalhem juntos para concluir efetivamente os pedidos. O preenchimento correto de cada pedido ganha moedas, com bônus de velocidade, enquanto os pedidos executados não ganham pontos, mas apenas perdem tempo. O objetivo é coletar o maior número possível de moedas dentro do prazo. Os jogadores são classificados em um sistema de três estrelas com base em quantas moedas receberam.
O aspecto de cozinhar é dificultado pelos layouts da cozinha, que mudam a cada nível. Estações para ingredientes, áreas de preparação, fogões e fornos, a janela onde é servida a comida e louças geralmente são separadas pela cozinha, exigindo tempo para se mover entre elas. Também pode haver outros obstáculos ou desafios, como uma cozinha separada por uma faixa de pedestres, com os pedestres potencialmente ficando no caminho do chef. Outro exemplo é uma cozinha fica na traseira de dois caminhões que viajam em ritmos diferentes por uma estrada, fazendo a troca de uma metade da cozinha pela outra nem sempre é possível. Também temos uma cozinha é colocada sobre um iceberg, exigindo que os jogadores façam movimentos mais cuidadosos para que não caiam. Existem cerca de vinte e oito cozinhas diferentes na campanha do jogo, juntamente com um nível de chefe final.
Overcooked foi projetado como uma experiência cooperativa local para até quatro jogadores. Há também uma opção multiplayer competitiva, exigindo que os chefs marquem mais pontos em um tempo limitado. O jogo também possui um modo para um jogador, onde o jogador pode controlar dois chefs, alternando entre eles a qualquer momento ou selecionando um esquema de controle específico, pode tentar controlar os dois ao mesmo tempo. Não há planos para o multiplayer online do jogo.

## Desenvolvimento
Overcooked foi o primeiro jogo desenvolvido pela Ghost Town Games, sediada em Cambridge. A marca é produto da reunião de Oli De-Vine e Phil Duncan, dois ex-funcionários da Frontier Developments. Para seu primeiro projeto, eles queriam oferecer um jogo projetado em torno da experiência multiplayer cooperativa. Duncan usou sua experiência culinária, na qual os personagens têm que se ajudar e se comunicar para realizar suas tarefas e estabelecer a estrutura do jogo.
Os primeiros níveis foram concebidos com o objetivo de obrigar os jogadores a dividir as tarefas. Por exemplo, um contador poderia ser ignorado pelos chefs, mas se eles decidissem  pular algumas receitas do balcão, economizariam muito tempo. No entanto, os designers rapidamente perceberam que, uma vez descoberto o truque, os testadores ritualizavam suas operações com facilidade. Então, eles adicionaram outras tarefas demoradas, mais tarefas que líderes, forçando os jogadores a priorizar sua agenda. Em seguida, elementos perturbadores foram enxertados nas cozinhas para solicitar os endereços dos jogadores durante suas viagens. Para não causar frustração indevida, a Ghost Town Games substituiu o sistema de vidas por um sistema de retribuição à ordem e adicionou ícones bem visíveis para marcar as etapas a seguir na realização de metas.
Como Duncan e De-Vine eram apenas duas pessoas para concluir um projeto que poderia ser executado por até quatro pessoas, eles passaram muito tempo caminhando pelo projeto do salão de convenções para reunir a visão dos frequentadores do festival, corrigindo alguns bugs no local. Esses testes os convenceram a se concentrar no design da cozinha, e não na complexidade das receitas.
Em maio de 2016, a editora Team17 anunciou que cuidaria da publicação do jogo. Assim, o game foi colocado ao lado de outro projeto a ser publicado pela Team17, Yooka-Laylee, na Electronic Entertainment Expo 2016, o que contribuiu muito para sua fama. O jogo foi lançado para download em 3 de agosto de 2016 para plataformas Windows, Xbox One e PlayStation 4.
Após o lançamento, foram feitos planos para produzir um pacote reduzido do jogo, e Duncan e De-vine passaram grande parte do tempo até 2016 desenvolvendo conteúdo para download que seria incluído na versão reduzida. A versão do Nintendo Switch inclui as expansões atuais, bem como o suporte ao recurso de vibração em HD do Switch.

## Conteúdo paradownload
Conteúdo para download:
- The Lost Morsel;
- Festive Seasoning.

Edições especiais:
- Edição gourmet: Jogo base e The Lost Morsel;
- Pacote de Natal / Edição premium: Jogo base, The Lost Morsel e o Festive Seasoning.| Recepção         | Recepção                                           |
| Resenha crítica  | Resenha crítica                                    |
| Publicação       | Nota                                               |
| ---------------- | -------------------------------------------------- |
| EGM              | 8.5/10                                             |
| PC Gamer (US)    | (PC) 86/100                                        |
| US Gamer         | [ 12 ]                                             |
| Pontuação global |                                                    |
| Agregador        | Nota média                                         |
| Metacritic       | (PC) 81/100 (XONE) 80/100 (PS4) 78/100 (NS) 77/100 |

## Recepção
Overcooked recebeu avaliações positivas no lançamento, incluindo a apreciação nas dinâmicas cooperativas. Porém, as análises da edição do Nintendo Switch se queixaram da taxa de quadros, que frequentemente ficava aquém de trinta quadros por segundo.